# İ
İ は、トルコ語、アゼルバイジャン語、タタール語、クリミア・タタール語などいくつかのラテン文字を用いるテュルク諸語で使われる文字。最初にこれを採用したトルコ語では第12字母である。小文字は一般のラテン文字と同じ i であり、発音は多くのラテン文字を使用する言語と同様「イ」の発音を表す。

## İとIの区別
İ を用いる諸言語では、この字と点のない ı（小文字）、I（大文字）は区別される。
例
İran イラン 「イラン」 - istasyon イスタスィオン 「駅」
Irak ウラク 「イラク」 - ırmak ウルマク 「川」
このようにわざわざ点のついたİをテュルク諸語で用いるのは、これらの言語が母音調和の法則上、[i] の母音と、日本語の「ウ」に非常に近く発音される [ɯ] の母音が整然とした対応関係にあるため、[i] を İ/i、[ɯ] を I/ı と区別したほうが都合が良いためである。
例
Türkiye テュルキイェ「トルコ」 - Türkiye'yi テュルキイェイ「トルコを」
Japonya ジャポンヤ「日本」 - Japonya'yı ジャポンヤユ「日本を」

## 呼称
- トルコ語：イ [i]

## 文字コード
| 大文字 | Unicode | JIS X 0213 | 文字参照       | 小文字 | Unicode | JIS X 0213 | 文字参照      | 備考 |
| ------ | ------- | ---------- | -------------- | ------ | ------- | ---------- | ------------- | ---- |
| İ      | U+0130  | -          | &#x130; &#304; | i      | U+0069  | 1-3-73     | &#x69; &#105; |      |